# Cyrtoxipha contumax
Cyrtoxipha contumax är en insektsart som beskrevs av Otte, D. och Perez-gelabert 2009. Cyrtoxipha contumax ingår i släktet Cyrtoxipha och familjen syrsor. Inga underarter finns listade i Catalogue of Life.